# Rapariga com pêssegos
Rapariga com pêssegos  (em russo:  Девочка с персиками, Devochka s Persikami) é uma pintura a óleo sobre tela do artista russo Valentin Serov datada de 1887. A pintura retrata Vera Mamontova, de 12 anos de idade, filha de um empresário russo e patrono das artes, Savva Mamontov.
É considerado um dos melhores trabalhos de Serov e um dos seus mais famosos. O amigo e biógrafo de Serov, o historiador de arte russo Igor Grabar, elogia-o como "a obra-prima da pintura russa".> De acordo com o livro 1000 Drawings of Genius, apesar de o estilo da pintura (e do estilo inicial de Serov, em geral) "ter muito em comum com os impressionistas franceses, [Serov] só conheceu o seu trabalho depois de o ter pintado".